# Metasia straminealis
Metasia straminealis là một loài bướm đêm trong họ Crambidae.